# 革神語
《革神語～天啟劍神～》（日语：アラタカンガタリ〜革神語〜），是一部日本奇幻漫畫風格的少年漫畫，作者為渡瀨悠宇，從小學館《週刊少年Sunday》2008年44號至2015年39號連載。

## 故事簡介
故事由天和國秘女王交接儀式展開，由於秘女族惟有少女可以繼任，秘女族的少年諽被其祖母逼迫假扮女裝參與秘女王交接儀式。儀式中發生秘女王的部屬12神鞘的背叛，諽被指稱行凶者而被追殺，卻被神開之森吞噬……
另一方面，現代日本，就讀高中一年級的日之原革，為了遺忘傷痛的過去，原本也決心在高中重新開始，但是沒想到在國中發生的噩夢再次襲來，絕望中期望自己從世上消失，在暗巷中聽到某人呼喚他的名字……
兩個異世界的少年革與諽彼此交換身分，諽替換革的身分來到日本，而革替換成諽來到天和國……
革在天和國接受了秘女王的請託，並帶著劍神「創世」一同開啟與其他12神鞘的降服大戰……

## 登場人物

### 主角
日之原革（聲：岡本信彥）
日本高中一年級，身高約170cm。本性善良又充滿正義感，國中時期因為某行為而受到欺凌，而曾一度拒絕上學。本以為在高中時可以脫離這樣的日子，但卻又遇上國中時欺負他的門脇將人，而導致遭遇在高中時認識的朋友西島優的背叛，對高中遭到朋友的背叛而感到絕望的時候，就在這時一場意外讓他闖進了天和國。
被冠上殺害秘女王的冤罪，加上遇到成為諽家保管的「創世」的鞘的事情，為了言葉和秘女王而奮鬥著。
後來在戰鬥的過程中隨著創世的覺醒而被確認為“日輪的大王”，在修行之後已經能夠和創世以及創世裡的鞘進行對話，並使用創世淨化已經鬼化的鞘。
已經成功淨化了岐狐但被門脇搶先一步吞噬。在卑螭的領地裡面對卑螭的逼迫沒有放棄神薙和彌高，並和門脇合力打敗卑螭。但在進入息棲領地時被息棲算計，並因為鬼化而誤傷了言葉。但在老師的鼓勵下，前往城鎮尋找解救言葉的方法。
喜歡言葉。
劍神：「創世（ツクヨ）」
太初的光之劍神，全長45cm，完全態全長150cm，整體呈現青色。一切劍神之母，是秘女族代代相傳的禦神體。本來可以將其他劍神的神意無效化，但是在神器事件中能力被吸收，已經不能使用。
技能：
如鎖羅
來閃波
創世之日輪
諽（聲：松岡禎丞）
15歲，天和國秘女族的少年。
為了秘女族而不得已男扮女裝接替秘女王之位的少年，卻在儀式上被誣陷為謀殺秘女王的罪人。逃跑時不小心闖入神開之森與革交換身份，和革一樣富有正義感。意外地找到了落入現世的織部，認為自己是為了遇見她才被交換到這個世界的。
視言葉為家人。年幼時父母被春繩所殺。

### 主要角色
言葉（聲：高垣彩陽）
本作女主角，15歲，采女族少女，侍奉秘女族少年諽。
擁有采女特有的治癒力，但不能治癒自己。是與諽同日出生的青梅竹馬，並對其抱有好感，但在與諽對話之後得知諽對自己並無愛意。
與革結伴旅行中，誤向革表白，在得知真相後稱呼不再加“大人”的敬稱，但在旅行的途中漸漸的愛上革。
是最早察覺御軍是女子的人。在息棲的領地中，為了讓鬼化的革清醒而被誤傷。
菊理（聲：山村響）
現任的秘女王，已在位60年。出身於郁虛。
在交接儀式上被神薙刺殺，但迅速使用天通力織成繭而暫時保住性命。將天和國託付給革。
曾拜託彌高帶去見臨終的母親，期間與彌高產生愛意。認為劍神暴走是自己失職造成的過錯，覺得自己沒有資格擁有真愛所以封閉對彌高的感情，甚至不見彌高以懲罰自己。
神薙（聲：小野友樹）
火之十二神鞘，迦具土的領主。身高177厘米。外表像18歲但實際為150歲（因神鞘的不老能力）。
出身於殖安的貴族子弟，在一次奴隸交易中買下了赫血和畫魅，是赫血的青梅竹馬。性格十分傲嬌，喜歡赫血的妹妹畫魅。在殖安發生暴亂時與畫魅逃往迦具土，當畫魅不幸被野火燒死時被“火焰”選中，因為曾經答應赫血保護畫魅所以一直覺得對不起赫血。
在交接儀式上刺殺了秘女王，並誣陷諽。後來因為在意革的劍神而決定放革去賀渡野。在對赫血首次降服戰中被赫血奪走“火焰”，為奪回“火焰”加入革的征程。後來在對赫血的決戰中擊敗赫血，並降服“地龍”。在彌高加入之後愛和彌高鬥嘴。是劍神知識的博士，革的劍術老師。在降服赫血之後曾一度想要離開革但最後還是決定與革同行。
劍神：「火焔（ホムラ）」
操控火的劍神，全長120厘米，整體呈現紅色。地龍臣服之後，在神薙本人的要求下兩個劍神可融為一體。
技能：
灼輝青燐
礁炎彈龍
金手（聲：皆川純子）
革在賀渡野遇到的同伴。14歲，紅髮，右臉頰有V字形刺青。盜賊團的成員，和被盜賊團殺害父親的銀地稱兄道弟。喜歡惡作劇。後和銀地被筒賀捉去使用決鬥進行審判，但為了銀地放棄了活下去的機會。在和革一起到達瀧鳴時，害怕被銀地知道自己是殺害其父親的盜賊團的家族成員而離別，選擇和革一起冒險。
十分羡慕革的強大與溫柔，很希望自己能與革平起平坐，所以渴望成為鞘，於是選擇繼承府鯛的劍神「八風陣・苦」，離開革的隊伍。再次及門脇相遇時跟隨門脇來觀察戰況，並在賀名拒絕回到革的隊伍。後受息棲操控攻擊革，但最終被革感化。最終為了讓革和門脇能夠理解對方的心情，決定犧牲自己來給革一個和門脇戰鬥的理由而臣服於門脇。
喜歡言葉。
劍神：「八風陣・苦（ハップウジン・ニガナ）」
操控風的劍「八風陣」的其中一把。
御軍
秘女族的劍客，女扮男裝。為了避險被當作男性撫養長大。使用具有天通力的武器，精通劍術。追查殺害秘女王菊理的兇手時與革一行人相識，經革說明後方解開誤會。雖認為革的性格及想法太天真，但對革的作為頗有感觸要求同行。發現革是『日輪大王』後語氣變得畢恭畢敬，態度也軟化許多(經革要求後，御軍對革的語氣態度改回之前不那麼生疏)。
旅途中漸漸對革產生好感。
彌高（聲：宮野真守）
空之十二神鞘，空幻的領主。身高180厘米。外表像20歲但實際為101歲（因神鞘的不老能力）。
天和國裁判官。要求屬鞘執行嚴格的紳士規則，有嚴重潔癖。曾受秘女王委託利用是空製造替代虛像，以便出宮見母親最後一面。期間兩人墜入愛河，並打算放棄一切身份“私奔”。而秘女王卻因為劍神暴走而選擇了放棄，彌高在知道摯愛選擇了國家而不是自己之後，傷心之下提出刺殺秘女王，決定與其共赴黃泉。
在革的提示下得知秘女王的真心，決定臣服於革，但被遵從革心意的創世拒絕了。於是彌高決定加入隊伍，一起尋找拯救秘女王的方法並且告訴女王他的真心。
是革的天和國語言老師，經常和神薙因為各種理由鬥嘴。變成小孩子的時候意外的很愛哭。
劍神：「是空（ゼクウ）」
司掌「空」的劍神，半月刀形狀的劍。
技能：
碎空破
空奉鏡
門脇將人（聲：木村良平）
革的同學，造成革拒絕上學的始作俑者。身高172厘米。
父親是議員，母親與父親不和而且兩個人在吵了兩年之後終於離異，認為自己被母親拋棄了，加上父親過於嚴厲和冷酷的話語使他封閉了自己的心，討厭別人同情。初中時是革最好的朋友，也是田徑部的一員，因革比賽時放水而感到被輕視，遂忌恨他。其實欺負他只是希望能夠讓革認認真真的和他一決勝負。
無意中看到革和諽通信的場景而得知革去往天和國的事（動畫中是透過六之鞘而得知），隨後與春繩互換身份而成為六之鞘打倒革的棋子。被劍神「逐力」選為鞘後以打敗革為目標，左眼是赫血給的義眼，能夠看穿彌高的動作。
劍神：「逐力」
鬼之劍神，全長150厘米，骸骨型劍神，沒被選中的人碰到會變成木乃伊，遭吞噬而成為她的俘囚。被歷代秘女王封印，被砍斷也能再生。通過吞噬鞘來釋放神意。
技能：
冥囮無明散
瞑嚶斬
朔髏

### 鞘

#### 十二神鞘

##### 五天鞘
赫血（聲：鈴木達央）
地之十二神鞘。額頭有著十字形的傷痕，與火之十二神鞘的神薙為兒時好友。以前身分是奴隸，被神薙的父親買下並在家中從事耕種工作。依規定奴隸的腳上要鏈著只能在50公尺內活動的腳環，並由買下的主人鏈上。
在一次暴動中，神薙將其腳鏈打開讓赫血逃脫，並說明自己就是買下赫血的主人而不是父親。與畫魅是同父異母的兄妹，曾喜歡著畫魅，後來在動亂中讓神薙與畫魅逃走，自己留下抵抗其他奴隸。
在瀕臨死前，與劍神地龍簽下契約成為地之十二神鞘。契約之涵義一直戰鬥並且只能戰勝，一旦輸了，失去生命也失去神鞘資格。
與神薙戰鬥而輸，自己要求臣服於神薙便要神薙用火焰將他燒之殆盡。
夜月靈（聲：保志總一朗）
水之十二神鞘。很想獲得母親的認同，母親死後性情大變，在知道母親的真意後降服於革的創世。
九競（聲：井上剛）
風之十二神鞘。覺得男扮女裝的革很可愛，在知道革的真實身份後仍然很喜歡革，並降服於革。

##### 六之鞘
聆狐
耳之十二神鞘。
自少是音樂演奏家，被奪去了聽力後被交換到天和國，和同為六之鞘的卑螭一直互相扶持，被革打敗的時候，門脇卻先行吞噬歧狐的鞘，在旁的卑螭卻見死不救。
卑螭
舌之十二神鞘。
操作言語，把革等一行人困在迷宮內，門脇為了解救革把迷宮打破，革和門脇合力打敗卑螭後，卑螭因為內心的黑暗選擇降服於門脇。

### 其他

#### 日本（現代）
西島優（聲：山下大輝）
革的同學。革在高中第一個交到的朋友。雖說受到壓力下背叛了革，最後卻因為認作革的朋友而變成春繩的鞘的餌食。
日之原仍（聲：福原綾香）
革的妹妹，國中生，長得十分可愛。
織部實名(織部 実名（おりべ いみな）
革的同學。跟言葉長相相似的少女,其實是15年前穿越神開之森來到日本的秘女族後代，喜歡諽

## 出版書籍
| 卷數 | 小學館         | 小學館                 | 尖端出版社     | 尖端出版社            | 玉皇朝     | 玉皇朝                 |
| 卷數 | 發售日期       | ISBN                   | 發售日期       | EAN/ISBN              | 發售日期   | ISBN                   |
| ---- | -------------- | ---------------------- | -------------- | --------------------- | ---------- | ---------------------- |
| 1    | 2009年1月16日  | ISBN 978-4-09-121579-6 | 2010年1月29日  | EAN 471-7702-22978-8  | 2009年7月  | ISBN 978-988-8034-79-6 |
| 2    | 2009年3月18日  | ISBN 978-4-09-121629-8 | 2010年4月21日  | EAN 471-7702-23151-4  | 2009年7月  | ISBN 978-988-8034-82-6 |
| 3    | 2009年6月18日  | ISBN 978-4-09-122020-2 | 2010年6月2日   | EAN 471-7702-23314-3  | 2009年9月  | ISBN 978-988-8035-07-6 |
| 4    | 2009年9月17日  | ISBN 978-4-09-121749-3 | 2010年7月17日  | EAN 471-7702-23428-7  | 2009年12月 | ISBN 978-988-8035-70-0 |
| 5    | 2009年12月18日 | ISBN 978-4-09-122044-8 | 2010年9月18日  | EAN 471-7702-23551-2  | 2010年3月  | ISBN 978-988-8047-82-6 |
| 6    | 2010年3月18日  | ISBN 978-4-09-122192-6 | 2010年11月18日 | EAN 471-7702-23690-8  | 2010年6月  | ISBN 978-988-8048-18-2 |
| 7    | 2010年6月18日  | ISBN 978-4-09-122332-6 | 2011年1月18日  | EAN 471-7702-23772-1  | 2010年9月  | ISBN 978-988-8048-96-0 |
| 8    | 2010年9月17日  | ISBN 978-4-09-122523-8 | 2011年3月16日  | EAN 471-7702-23958-9  | 2010年12月 | ISBN 978-988-8089-16-1 |
| 9    | 2010年12月17日 | ISBN 978-4-09-122696-9 | 2011年5月18日  | EAN 471-7702-24067-7  | 2011年4月  | ISBN 978-988-8089-63-5 |
| 10   | 2011年3月18日  | ISBN 978-4-09-122795-9 | 2011年8月19日  | EAN 471-7702-24212-1  | 2011年7月  | ISBN 978-988-8127-02-3 |
| 11   | 2011年6月17日  | ISBN 978-4-09-122899-4 | 2012年1月18日  | EAN 471-7702-24415-6  | 2011年10月 | ISBN 978-988-8127-87-0 |
| 12   | 2011年8月18日  | ISBN 978-4-09-123219-9 | 2012年3月17日  | EAN 471-7702-24591-7  | 2012年2月  | ISBN 978-988-8128-34-1 |
| 13   | 2011年11月18日 | ISBN 978-4-09-123386-8 | 2012年5月21日  | EAN 471-7702-24838-3  | 2012年4月  | ISBN 978-988-8128-76-1 |
| 14   | 2012年2月17日  | ISBN 978-4-09-123547-3 | 2012年9月15日  | EAN 471-7702-25112-3  | 2012年6月  | ISBN 978-988-8168-12-5 |
| 15   | 2012年5月18日  | ISBN 978-4-09-123660-9 | 2012年11月16日 | EAN 471-7702-25190-1  | 2012年11月 | ISBN 978-988-8168-98-9 |
| 16   | 2012年8月17日  | ISBN 978-4-09-123796-5 | 2013年3月20日  | EAN 471-7702-25328-8  | 2013年1月  | ISBN 978-988-8168-30-6 |
| 17   | 2012年12月18日 | ISBN 978-4-09-124036-1 | 2013年7月16日  | EAN 471-7702-25568-8  | 2013年4月  | ISBN 978-988-8169-70-2 |
| 18   | 2013年3月18日  | ISBN 978-4-09-124197-9 | 2013年12月20日 | EAN 471-7702-25835-1  | 2013年9月  | ISBN 978-988-8251-37-7 |
| 19   | 2013年5月17日  | ISBN 978-4-09-124300-3 | 2014年3月20日  | EAN 471-7702-25976-1  | 2013年11月 | ISBN 978-988-8251-76-6 |
| 20   | 2013年7月18日  | ISBN 978-4-09-124347-8 | 2014年6月20日  | EAN 471-7702-26072-9  | 2014年6月  | ISBN 978-988-8302-14-7 |
| 21   | 2013年10月18日 | ISBN 978-4-09-124458-1 | 2014年11月20日 | EAN 471-7702-26371-3  | 2014年10月 | ISBN 978-988-8302-53-6 |
| 22   | 2013年12月18日 | ISBN 978-4-09-124515-1 | 2015年4月21日  | EAN 471-7702-26621-9  | 2015年6月  | ISBN 978-988-8326-51-8 |
| 23   | 2014年4月18日  | ISBN 978-4-09-124581-6 | 2016年1月6日   | ISBN 978-957-106408-6 | 2016年1月  | ISBN 978-988-8326-91-4 |
| 24   | 2015年9月18日  | ISBN 978-4-09-126287-5 |                |                       | 2016年10月 | ISBN 978-988-8379-79-8 |

重製版
| 卷數 | 小學館         | 小學館                 |
| 卷數 | 發售日期       | ISBN                   |
| ---- | -------------- | ---------------------- |
| 1    | 2013年7月18日  | ISBN 978-4-09-124399-7 |
| 2    | 2013年9月18日  | ISBN 978-4-09-124411-6 |
| 3    | 2014年4月18日  | ISBN 978-4-09-124688-2 |
| 4    | 2014年10月17日 | ISBN 978-4-09-125480-1 |
| 5    | 2015年1月16日  | ISBN 978-4-09-125717-8 |
| 6    | 2015年9月18日  | ISBN 978-4-09-126409-1 |
| 7    | 2016年6月17日  | ISBN 978-4-09-127269-0 |
| 8    | 2017年6月16日  | ISBN 978-4-09-127646-9 |
| 9    | 2018年4月18日  | ISBN 978-4-09-128199-9 |
| 10   | 2018年11月16日 | ISBN 978-4-09-128717-5 |

## 電視動畫

### 製作人員
- 原作：渡瀨悠宇（小學館《週刊少年Sunday》連載）
- 監督：安田賢司、Park WooHyun
- 系列構成：關島真賴
- 角色設計：相澤伽月、Lee Seong Shin
- 總作畫監督：大塚八愛、小倉典子、宮川智惠子
- 色彩設計：高木雅人
- 美術監督：Lee Seo Gu
- 攝影監督：植田真樹、Lee Soo Yeon
- 編輯：Lim Hyun Hee
- 音響監督：高橋剛
- 音樂：大谷幸
- 動畫製作：SATELIGHT、JM ANIMATION
- 製作：革神語製作委員會

### 主題曲
片頭曲《GENESIS ARIA》
作詞：；作曲、編曲：菊田大介（Elements Garden）；主唱：sphere
片尾曲
《The Misfit Go》（第1話－第8話）
作詞：YORKE；作曲、編曲：eba；主唱：OLDCODEX
《美麗的背骨》（美しい背骨，第9話－第12話）
作詞：YORKE；作曲、編曲：加藤肇；主唱：OLDCODEX

### 各話列表
| 話數     | 日文標題             | 中文標題                      | 劇本     | 分鏡          | 演出          | 作畫監督                 | 總作畫監督        |
| -------- | -------------------- | ----------------------------- | -------- | ------------- | ------------- | ------------------------ | ----------------- |
| 第一話   | ～ARATANOINOCHI～    | 革之命 ～ARATANOINOCHI～      | 關島真賴 | Park SiHwoo   | 榎本守        | 馬場俊子 藤田正幸        | 大塚八愛          |
| 第二話   | ～HAYAGAMI～         | 劍神 ～HAYAGAMI～             | 金卷兼一 | Park SiHwoo   | Lee GapMin    | Lee BooHee               | 小倉典子          |
| 第三話   | ～SHINPAN～          | 審判 ～SHINPAN～              | 根元歲三 | Lee BooHee    | Han SungHee   | Kim FunHe                | 宮川智惠子        |
| 第四話   | ～KAKUSEI～          | 覺醒 ～KAKUSEI～              | 根元歲三 | Park SiHwoo   | 玉村仁        | 藤田正幸                 | 大塚八愛          |
| 第五話   | ～ZOKUSHO～          | 屬鞘 ～ZOKUSHO～              | 金卷兼一 | Choi HoonChul | Kim BooYoung  | Seo JeongHa              | 小倉典子          |
| 第六話   | ～OKORO～            | 地龍 ～OKORO～                | 金卷兼一 | Choi HoonChul | Lee BuHee     | Kim YoungHun Lee SungJin | 宮川智惠子        |
| 第七話   | ～HOMURA～           | 火焰 ～HOMURA～               | 金卷兼一 | Lee BooHee    | 筑紫大介      | 本多惠美                 | 大塚八愛          |
| 第八話   | ～OROCHI～           | 逐力 ～OROCHI～               | 根元歲三 | Park SiHwoo   | Seo SoonYoung | Seo SoonYoung            | 小倉典子          |
| 第九話   | ～ONIKA～            | 鬼化 ～ONIKA～                | 關島真賴 | Lee BooHee    | Han ToeHo     | Lim Woong Park SoonOk    | 宮川智惠子        |
| 第十話   | ～SHOUKEI～          | 憧憬 ～SHOUKEI～              | 金卷兼一 | Lee BooHee    | 北川正人      | 竹森由加 藤田正幸        | 大塚八愛          |
| 第十一話 | ～MITAMA～           | 生命 ～MITAMA～               | 金卷兼一 | Park SiHwoo   | Kim BooYoung  | Seo JeongHa              | 小倉典子          |
| 第十二話 | ～SOUSEI NO HIKARI～ | 創世之光 ～SOUSEI NO HIKARI～ | 關島真賴 | Park SiHwoo   | 安田賢司      | 藤田正幸 本多惠美        | 小倉典子 大塚八愛 |

### 播放電視台
日本深夜動畫：下文記載的日本国内播放時間使用日本標準時間（UTC+9）表示。因為部分時間标识會採用30小时制，因此請留意这类超过24:00的时间，其實際播放時間為翌日清晨。
| 播放地區   | 播放電視台 | 播放日期              | 播放時間（UTC+9）         | 所屬聯播網 | 備註   |
| ---------- | ---------- | --------------------- | ------------------------- | ---------- | ------ |
| 關東廣域圈 | 東京電視台 | 2013年4月8日－7月1日  | 星期一 26時05分－26時35分 | 東京電視網 |        |
| 愛知縣     | 愛知電視台 | 2013年4月9日－7月2日  | 星期二 26時35分－27時05分 | 東京電視網 |        |
| 大阪府     | 大阪電視台 | 2013年4月12日－7月5日 | 星期五 26時40分－27時10分 | 東京電視網 |        |
| 日本全國   | AT-X       | 2013年4月16日－7月9日 | 星期二 23時30分－24時00分 | 衛星電視   | 有重播 |

### Blu-ray / DVD
| 卷數 | 發售日期       | 收錄話數       | 規格編號  | 規格編號  |
| 卷數 | 發售日期       | 收錄話數       | BD        | DVD       |
| ---- | -------------- | -------------- | --------- | --------- |
| 1    | 2013年6月21日  | 第1話－第2話   | BCXA-0745 | BCBA-4526 |
| 2    | 2013年7月26日  | 第3話－第4話   | BCXA-0746 | BCBA-4527 |
| 3    | 2013年8月28日  | 第5話－第6話   | BCXA-0747 | BCBA-4528 |
| 4    | 2013年9月25日  | 第7話－第8話   | BCXA-0748 | BCBA-4529 |
| 5    | 2013年10月25日 | 第9話－第10話  | BCXA-0749 | BCBA-4530 |
| 6    | 2013年11月22日 | 第11話－第12話 | BCXA-0750 | BCBA-4531 |

## 廣播劇
《ラジオ アラタカンガタリ 〜らじかん〜》是2013年3月1日到9月27日於大阪放送每週五24:30進行放送的廣播節目。主持人為岡本信彦（日之原革 飾）與小野友樹（神薙 飾）。
來賓
- 7、8回：木村良平（門脇將人 飾）
- 9、10回：鈴木達央（赫血 飾）
- 11、12回：皆川純子（金手 飾）
- 13、14回：松岡禎丞（諽 飾）
- 15、16回：高垣彩陽（言葉 飾）

## 外部連結
- （日語）WEBサンデー アラタカンガタリ
- （日語）クラブサンデー アラタカンガタリ〜革神語〜 （页面存档备份，存于）
- （日語）クラブサンデー 英語版 アラタ カンガタリ〜革神語〜 第1話 （页面存档备份，存于）
- （日語）電視動畫官方網站 （页面存档备份，存于）
- （繁體中文）尖端出版 （页面存档备份，存于）